# 富合村
富合村（とみあいむら）は、兵庫県加西郡にあった村。

## 村名の由来
別府・都染両村が富家荘に, それ以外の6村が西河合郷に属していたことによると思われる。
現在は加西市立富合小学校, 富合郵便局等に名をとどめる。

## 沿革
- 1889年4月1日 - 町村制施行に伴い、別府村, 常吉村, 山枝村, 都染村, 朝妻村, 豊倉村, 玉野村, 玉野新家村が合併して加西郡富合村が成立。
- 1955年3月30日 - 九会村と合併して加西町となり消滅。
- 1967年4月1日 - 加西町が北条町, 泉町と合併して加西市となる。

## 大字
玉野新家以外は接尾辞「町（ちょう）」を附して現在の大字に継承されている。例：別府 → 別府町（べふちょう）
- 別府（べふ）
- 常吉（つねよし）
- 山枝（やまえだ）
- 都染（つそめ）
- 朝妻（あさづま）
- 豊倉（とよくら）
- 玉野（たまの）
- 玉野新家（たまのしんけ）
  - 加西町移行に伴い新家と改称
  - 加西市移行に伴い玉丘町（たまおかちょう）と改称

## 交通

### 鉄道
村内には通っていなかった。
日本国有鉄道北条線北条町駅, もしくは同加古川線社町駅が最寄りであった。